# لاري شيبرد
لاري شيبرد (بالإنجليزية: Larry Shepard)‏ هو لاعب كرة قاعدة أمريكي، ولد في 3 أبريل 1919 في ليكوود في الولايات المتحدة، وتوفي في 5 أبريل 2011 في لنكن في الولايات المتحدة.

## وصلات خارجية
- لاري شيبرد على موقعبيزبول رفرنس.كوم (الدوري الثانوي) (الإنجليزية)